# Élections provinciales néo-calédoniennes de 2026
Les élections provinciales de 2026 devraient se tenir en Nouvelle-Calédonie aux mois de mai et juin afin d'élire les assemblées des trois provinces de la Nouvelle-Calédonie (Sud, Nord et Îles Loyauté). Une partie des membres de ces assemblées forment à leur tour le Congrès de la Nouvelle-Calédonie, qui élit ensuite un gouvernement collégial qui détient le pouvoir exécutif local.
Initialement prévues au printemps 2024, ces élections ont été plusieurs fois reportées dans le cadre des discussions sur l'avenir institutionnel de la Nouvelle-Calédonie, issues des trois référendums d'autodétermination de 2018, 2020 et 2021.
Il devrait s'agir des premières élections organisées sous le nouveau statut de l'accord de Bougival signé le 12 juillet 2025, sous réserve que cet accord soit approuvé par les électeurs de la Nouvelle-Calédonie en février 2026.

## Contexte

### Référendums d'indépendance
Le scrutin est le premier à se dérouler après la tenue des trois référendums d'indépendance prévus par l'accord de Nouméa (2018, 2020 et 2021), qui ont tous vu le « non » l'emporter. Cependant le troisième référendum a été boycotté par une grande partie du camp indépendantiste, les principaux partis étant en désaccord avec la date du scrutin avant l'élection présidentielle de 2022. Par la suite, l'Union calédonienne (UC) ne veut discuter qu'en bilatéral directement avec l'État, sans les non-independantistes.

### Émeutes de 2024
En novembre 2023, ce durcissement de la position de certains indépendantistes, essentiellement issus de l'UC, aboutit à la création de la Cellule de coordination des actions de terrain (CCAT). Celle-ci organise des manifestations contre le projet de loi constitutionnelle prévoyant le dégel du corps électoral pour les élections provinciales, dont le principe avait été accepté par les dirigeants de tous les partis composant le Front de libération nationale kanak et socialiste (FLNKS), dont l'UC, mais fortement rejeté par la base militante de l'UC et de ses alliés en dehors du FLNKS (Parti travailliste, Dynamik unitaire Sud, Dynamik autochtone...). Dans ce contexte, les élections provinciales, initialement prévues en mai 2024, sont une première fois reportées, au plus tard au 15 décembre 2024 par une loi organique du 15 avril 2024.
Après l'adoption dans les mêmes termes du projet de loi constitutionnelle par le Parlement en avril 2024, la contestation des opposants à ce texte entraîne, à partir du 13 mai 2024, de violentes émeutes. Le 12 juin 2024, le Président de la République Emmanuel Macron décide de ne pas soumettre le projet de loi au Congrès du Parlement et de convoquer de nouvelles négociations sur le futur statut. Cela aboutit également à une scission au sein du FLNKS. En effet, le Parti de libération kanak (Palika) et l'Union progressiste en Mélanésie (UPM), composantes les plus à gauche du Front mais aussi les plus favorables aux négociations avec l'État et les non-indépendantistes et les plus critiques à l'égard de l'influence croissante de la CCAT, décident de suspendre leur participation au bureau politique et aux congrès du FLNKS.
Par une loi organique du 15 novembre 2024, les élections provinciales sont à nouveau reportées, au plus tard au 30 novembre 2025.

### Accord de Bougival
Plusieurs séries de négociations ont eu lieu à partir du début 2025 entre les camps indépendantistes, loyalistes et le Gouvernement, d'abord en Nouvelle-Calédonie (à Nouméa et à Deva) puis à Bougival. Ces négociations ont abouti le 12 juillet 2025 à la signature d'un accord sur le statut qui devra être soumis à référendum local en février 2026. Cet accord prévoit notamment la création d'un statut sui generis pérenne au sein de la Constitution française sous la forme d'un État pouvant accéder à une reconnaissance internationale et doté de sa propre loi fondamentale, un transfert de compétences à la collectivité en ce qui concerne les affaires étrangères dans le Pacifique (et éventuellement des autres compétences régaliennes si demandé par une majorité qualifiée de 36 membres sur 56 du Congrès et approuvé par référendum local), un dégel partiel et progressif du corps électoral, la création d'une nationalité calédonienne liée à la nationalité française, un renforcement des compétences des Provinces notamment en matière fiscale ainsi qu'un changement de la composition du Congrès.

## Système électoral

### Corps électoral
Le corps électoral prévu par l'accord de Bougival comprend les inscrits sur les anciennes listes électorales spéciales pour les élections provinciales et les consultations ainsi que les citoyens nés en Nouvelle Calédonie ou y ayant résidé pendant au moins quinze année en continu et étant inscrit sur les listes électorales en Nouvelle-Calédonie.

### Répartition des sièges
Le scrutin, à un seul tour, se déroule à la proportionnelle plurinominale, selon la règle de la plus forte moyenne, dans chaque province, chaque liste devant dépasser la barre des 5 % des inscrits pour obtenir au moins un élu. Ensuite, proportionnellement au résultat, un certain nombre d'élus de chaque liste est choisi pour former le Congrès, l'institution délibérative et législative locale.
Si l'accord de Bougival est validé, le nombre de siège au Congrès passera de 54 à 56, tandis que le nombre de sièges de chaque assemblée de province restera lui inchangé. Le nombre de sièges à pourvoir serait alors réparti par provinces de cette façon :
- Assemblée de la province Sud : 40 dont 37 (au lieu de 32) siègent également au Congrès.
- Assemblée de la province Nord : 22 dont 14 (au lieu de 15) au Congrès.
- Assemblée de la province des îles Loyauté : 14 dont 5 (au lieu de 7) au Congrès.